# Estación Turquía
Turquía es una estación ubicada en la comuna chilena de San Rosendo, que fue construida a continuación del ferrocarril Santiago- Curicó , Curicó- Chillán junto con el Ferrocarril Talcahuano-Chillán y Angol, e inaugurada en 1873. Luego pasó a formar parte de la Red Sur de Ferrocarriles del Estado.
En el lugar se encuentra una Oficina de Tráfico de EFE, encargada de otorgar las movilizaciones de los servicios de Largo Recorrido, pero no hay detenciones normales de servicios de pasajeros.

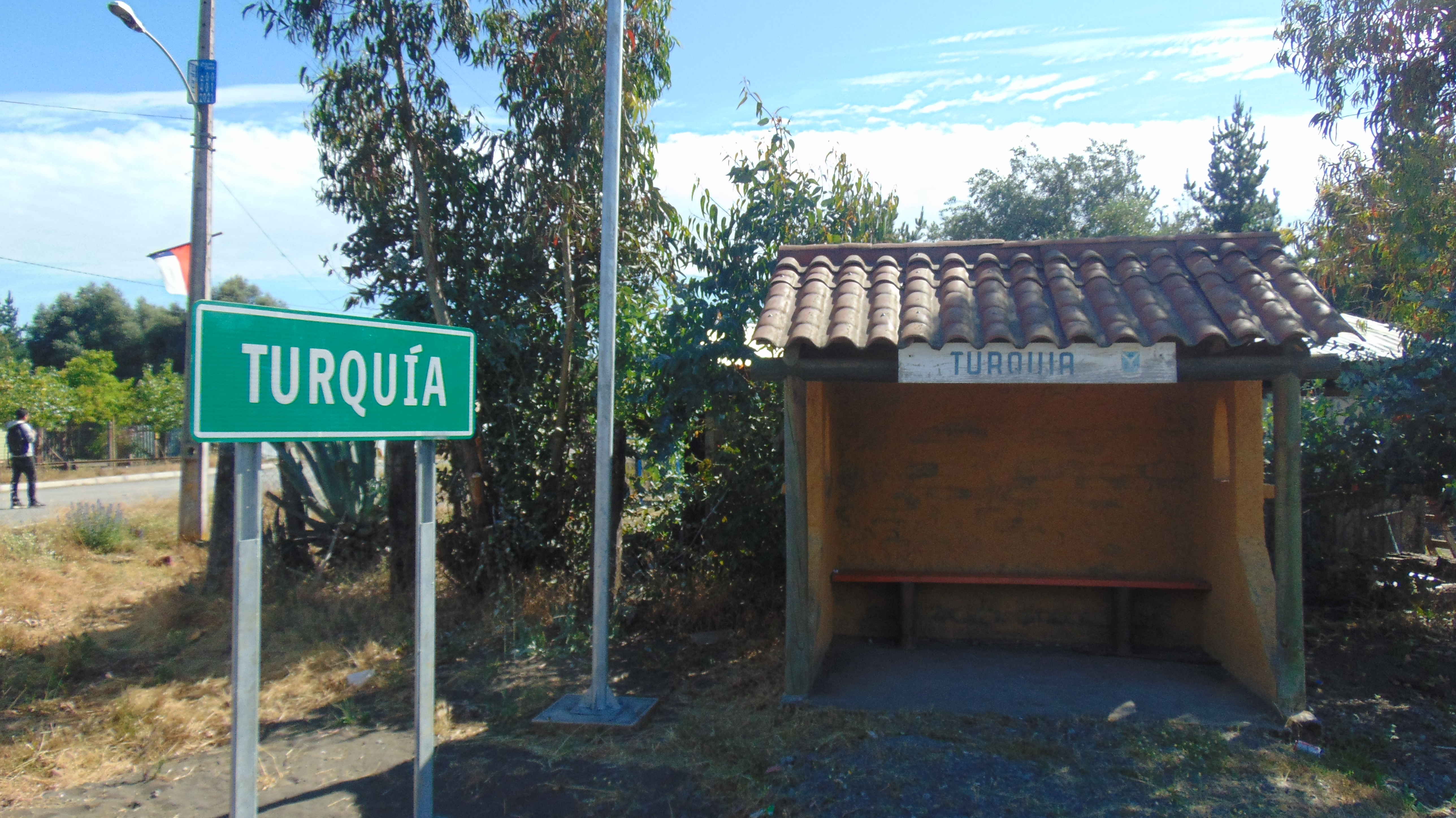
Turquía, San Rosendo, Chile